# Lycorina xanthozonata
Lycorina xanthozonata är en stekelart som först beskrevs av William Harris Ashmead 1890.  Lycorina xanthozonata ingår i släktet Lycorina och familjen brokparasitsteklar. Inga underarter finns listade i Catalogue of Life.